# Jābir al-Kalbī
Jābir al-Kalbī, appelé Jābir était le quatrième émir de la dynastie kalbite qui régna sur l' émirat de Sicile de 982 à 983 .

## Biographie
Appartenant à la dynastie islamique chiite - ismaélienne des Kalbites de Sicile , régnant sur l' émirat indépendant de Sicile , il était le successeur de son père Abū l-Qāsim ʿAlī ibn al-Ḥasan qui fut tué au combat par l'armée d' Otton II de Saxe en 982 près de Capo Colonna .
De son court règne, on sait seulement qu'il fut déposé environ un an après son arrivée au pouvoir et qu'il fut remplacé par son cousin Ja'far I al-Kalbī .